# Monomma cuneioculatum
Monomma cuneioculatum es una especie de coleóptero de la familia Monommatidae.

## Distribución geográfica
Habita en Madagascar.